# 6630 Скептікус
6630 Скептікус (6630 Skepticus) — астероїд головного поясу, відкритий 15 листопада 1982 року.
Тіссеранів параметр щодо Юпітера — 3,608.